# Виженка (річка)
Ви́женка — річка в Україні, у межах Вижницького району Чернівецької області. Права притока Черемошу (басейн Пруту).

## Опис
Довжина річки 16 км, площа басейну 51,6 км². Похил річки 23 м/км. Річище слабо звивисте, з численними перекатами та водоспадами. Дно кам'янисте, течія швидка. Бувають руйнівні повені.

## Розташування
Витоки розташовані на східній околиці села Розтоки, при південних схилах гори Бозна (950 м), що в масиві Покутсько-Буковинські Карпати. Річка тече переважно на північ, роблячи кілька зиґзаґів — на північний захід і на північний схід. Тече через село Виженка і впадає до Черемошу в межах міста Вижниці. 
Притоки: Лисковець (права) та невеликі гірські потічки.

## Цікаві факти
- На берегах річки є кілька мінеральних джерел, найвідоміше — «Лужки» (залізисто-сульфатно-алюмінієвого типу).
- У верхів'ях річки розташований ландшафтний заказник «Лужки».
- На річці розташовано кілька водоспадів, серед яких Міква і Лужки.

## Галерея та відео

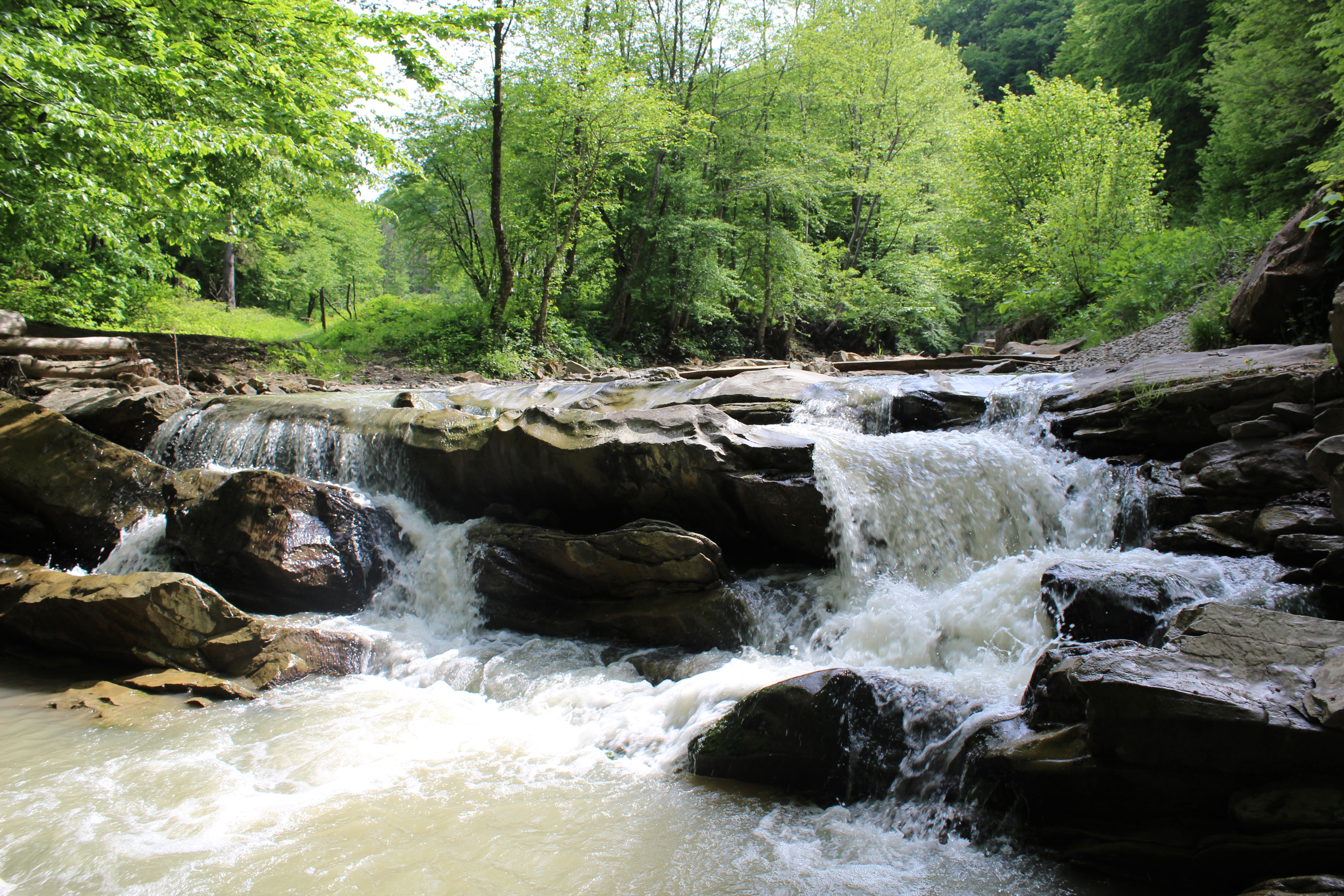
Водоспад Лужки
- Відео водоспаду Лужки
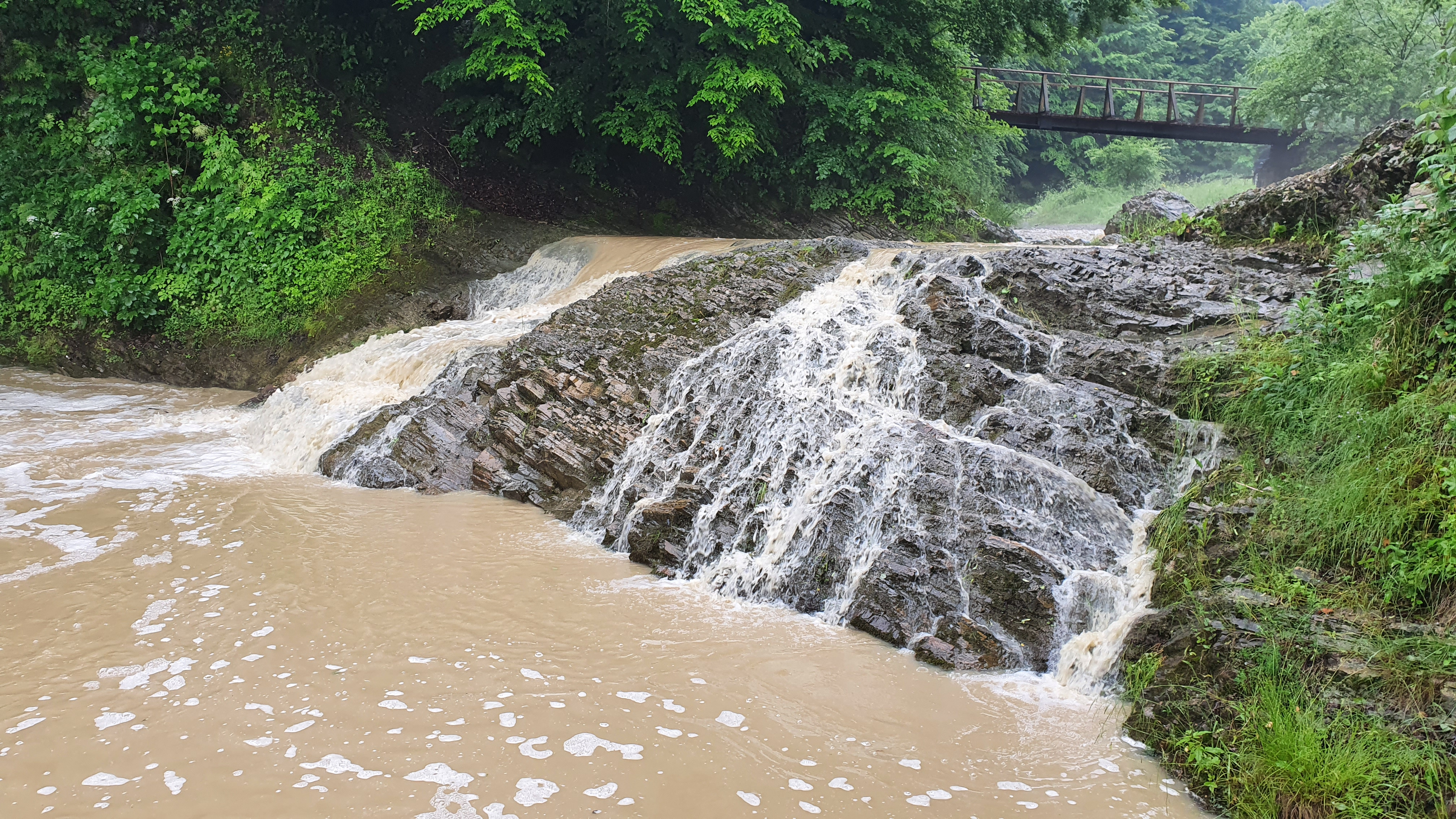
Водоспад Міква
- Відео водоспаду Міква